# Vnukovo Airlines
Vnukovo Airlines är ett ryskt flygbolag som flyger bland annat Iljusjin Il-86-flygplan. Bolaget köptes år 2000 av Sibir Airlines, numera kallat S7 Airlines.

## Olyckor
- Den 21 augusti 1996 störtade Vnukovo Airlines Flight 2801 in i Spetsbergen i Svalbard. Alla 141 ombord omkom i olyckan.